# Camellia crapnelliana
Camellia crapnelliana är en tvåhjärtbladig växtart som beskrevs av Tutch. Camellia crapnelliana ingår i släktet Camellia och familjen Theaceae. Inga underarter finns listade i Catalogue of Life.

## Bildgalleri

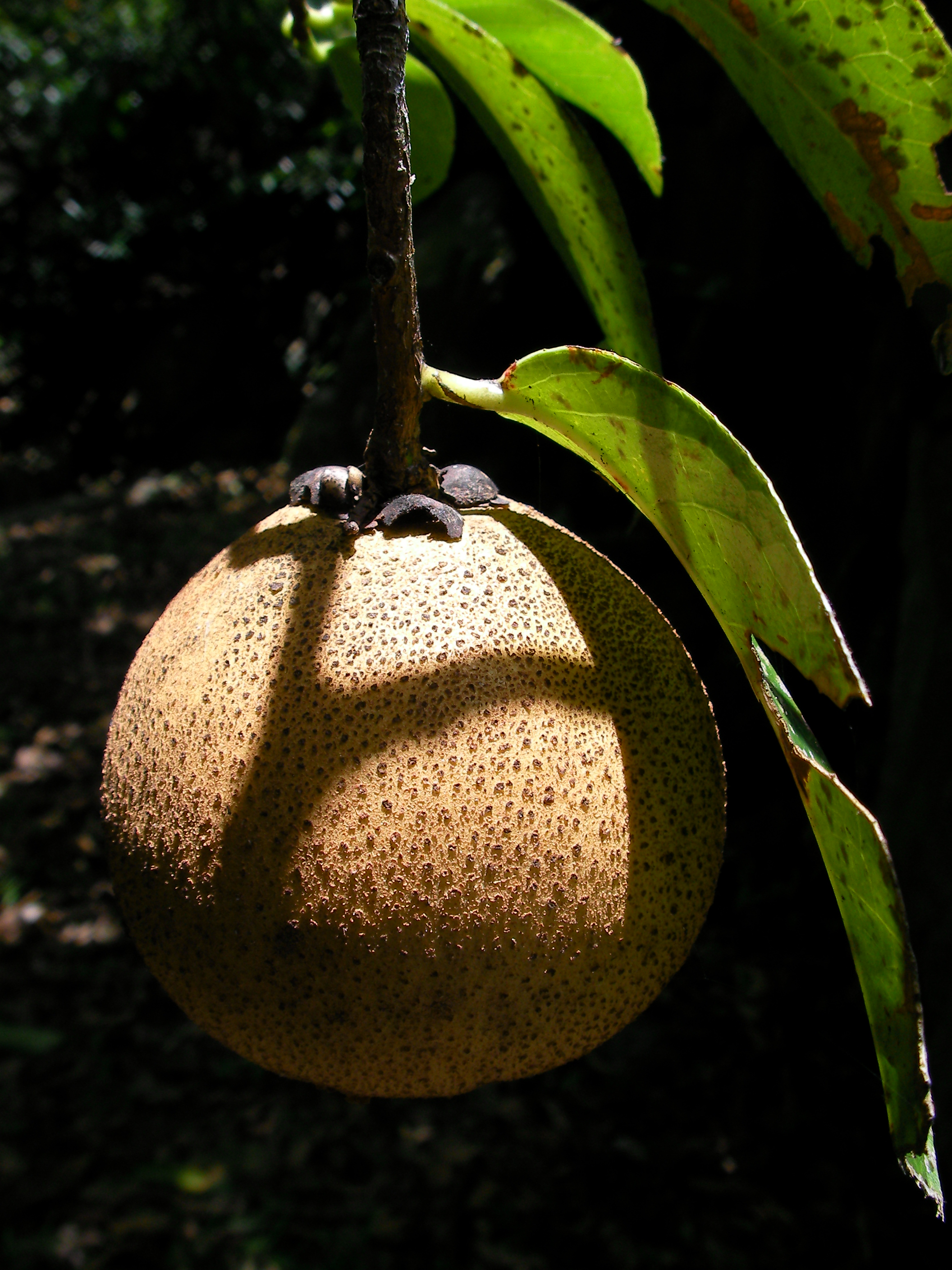
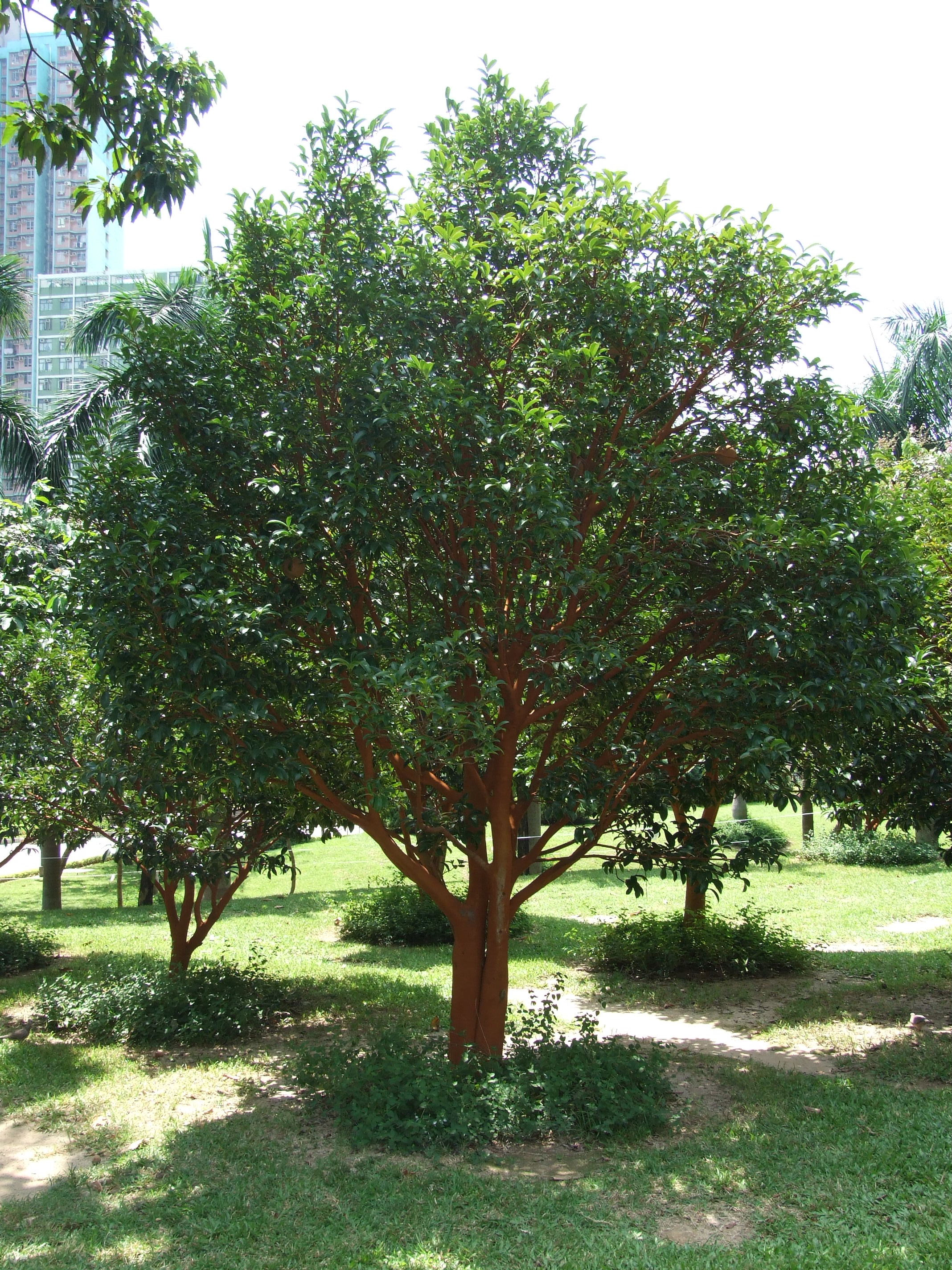